# Necesse est enim ut veniant scandala
La frase in lingua latina Necesse est enim ut veniant scandala è tratta dal Vangelo di Matteo (18.7) e letteralmente significa "È infatti necessario che avvengano scandali". Il passo prosegue così: verumtamen vae homini per quem scandalum venit, "ma guai all'uomo per colpa del quale lo scandalo avviene". Nel Vangelo di Luca (17.1) lo stesso passo ha questa forma: impossibile est ut non veniant scandala; vae autem illi per quem veniant ("è impossibile che non avvengano scandali, ma guai a colui che li produce"). Con queste parole, Gesù ammonisce di non agire in modi che possano determinare scandalo negli altri.
Spesso viene riportata solo la prima parte del passo, anche nella forma Oportet ut veniant scandala (letteralmente, "è necessario che gli scandali avvengano") e in senso traslato significa che a volte per scatenare una giusta reazione o per far emergere un problema è necessario un evento scandaloso.